# Holm (Flügel)

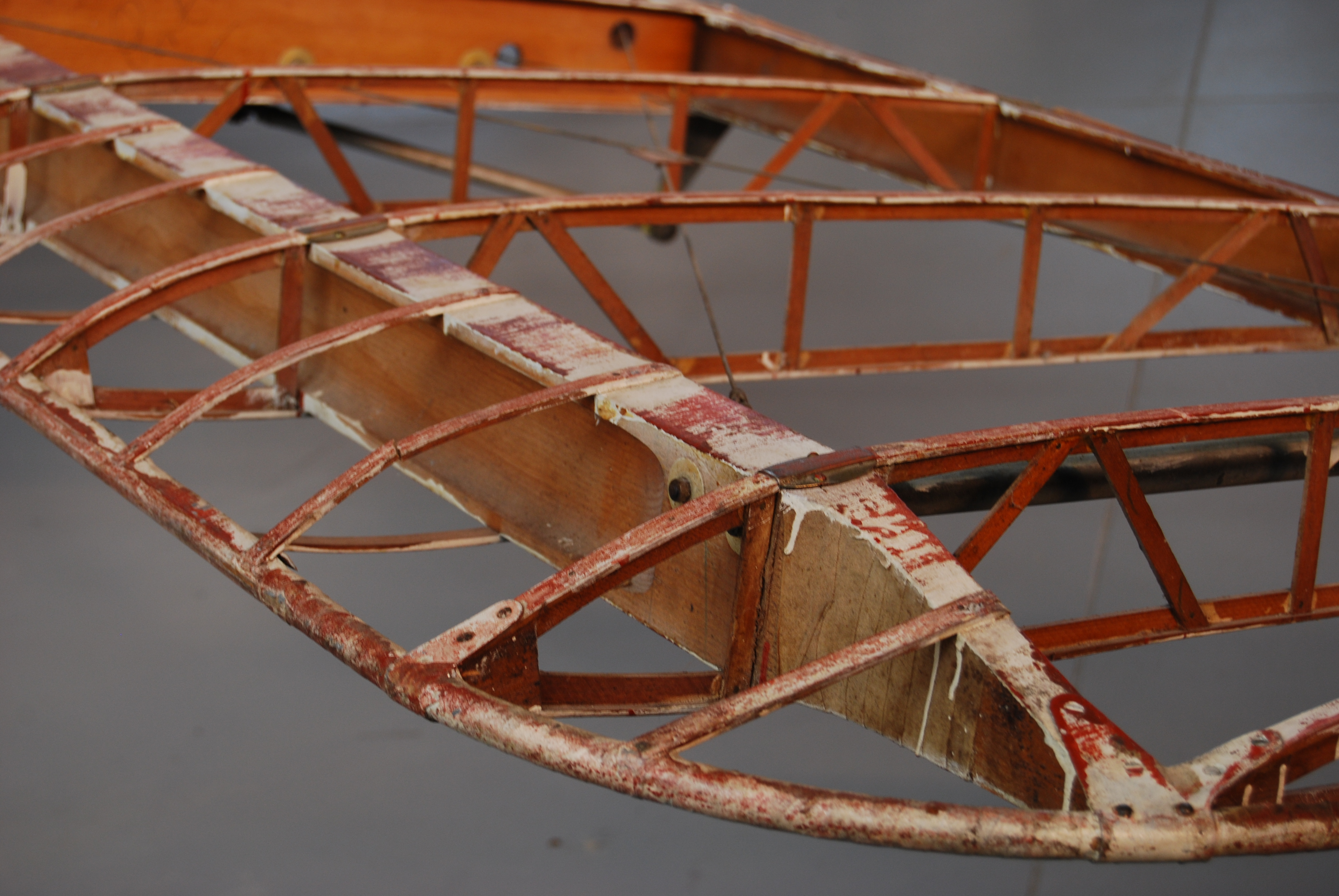
Flügelholm einer De Havilland D.H.60 Moth

Seitenansicht unterschiedlicher Bauformen von Flügelholmen.
a: Kastenholm
b: I-Holm (Doppel-T-Träger)
c: C-Holm (U-Profil).
Die Gurte sind grau dargestellt. Sie nehmen die Normalkräfte aus den Biegemomenten auf. Der Schubsteg ist schwarz dargestellt und nimmt die Schub- und Querkräfte auf.

Ein Holm oder Flügelholm ist das tragende Bauteil eines Flugzeugflügels (Tragfläche). Der balkenförmige Holm ist aus statischer Sicht ein Kragarm-Träger. Er hat die Aufgabe, die aus Auftrieb, Luftströmungen und Trägheitskräften resultierenden Querkräfte und Biegemomente aufzunehmen. 

## Aufbau
Der Holm wird oft als zusammengesetzter Querschnitt ausgeführt, bestehend aus Ober- und Untergurt, welche die Normalkräfte aus den Biegemomenten aufnehmen, und dem dazwischenliegenden Steg, der Schub- und Querkräfte ableitet.
Der Holm muss ausreichend verwindungssteif sein, um unzulässige Verformungen des Flügels zu verhindern. Aufgrund der Verformungen werden Flugzeugflügel nach Theorie höherer Ordnung berechnet. 
Mit Ausnahme des Kastenholms bestehen Holme aus offenen Querschnitten in der Art eines Vollwandträgers. Offene Querschnitte sind weniger torsions- und wölbungssteif. Um alle Torsionsmomente aufnehmen zu können, erhalten Flügel mit offenen Holmen meist ein zusätzliches, geschlossenes Profil, die Torsionsnase.
Je nach Flugzeugtyp und Konstruktion werden Flugzeugflügel mit mehreren Holmen oder mit Haupt- und Neben-Holm (Hilfsholm) ausgestattet. Diese Flügel nennen sich Mehrholmer.

## Bauformen
Holme werden in Flugzeugen der Metallbauweise aus Blechen zusammengenietet oder aus dem Vollen gefräst (aus einem Materialblock herausgearbeitet).
Bei Flugzeugen in der Holzbauweise besteht der Holm aus Schichtholz. Der Schubsteg wird aus gesperrtem Schichtholz hergestellt.
In Flugzeugen der Kunststoffbauweise sind Holme aus Faser-Kunststoff-Verbunden aufgebaut. Die Gurte werden bei dieser Bauform aus einer unidirektionalen Schicht hergestellt. Das Gewebe des Schubstegs wird im 45°-Winkel eingebracht, dem sogenannten AWV45. Bei Flügeln der Kunststoffbauweise übernimmt die geschlossene Flügelschale die Aufgabe der Torsionsnase.

## Weitere Anwendungsgebiete
Holme werden auch in Rotorblättern, z. B. von Windenergieanlagen und Hubschraubern, sowie in Leitwerken (z. B. dem Seitenleitwerk) eingesetzt.